# Antiophlebia griveaudi
Antiophlebia griveaudi är en fjärilsart som beskrevs av Pierre E.L. Viette 1966. Antiophlebia griveaudi ingår i släktet Antiophlebia och familjen nattflyn. Inga underarter finns listade i Catalogue of Life.